# Fulgencio Batista
Fulgencio Batista y Zaldívar, nato Rubén Zaldívar (Banes, 16 gennaio 1901 – Marbella, 6 agosto 1973), è stato un generale e politico cubano.
Fu presidente de facto di Cuba dal 1933 al 1940, de iure dal 1940 al 1944 e nuovamente dal 1952 al 1959, instaurando una dittatura sull'isola. Fu rovesciato durante la Rivoluzione cubana, che vide la trasformazione di Cuba in uno Stato socialista.
In esilio, Batista scrisse diversi libri, tra cui Cuba tradita e Ascesa e caduta della Repubblica Cubana. È sepolto nel cimitero di San Isidro, a Madrid. Sua figlia, Carmela Batista, vive in Florida ed è una senzatetto.

## Biografia

### Origini e formazione
Batista nacque a Banes, nella provincia di Holguín, il 16 gennaio 1901 in una modestissima famiglia d'origini spagnole, taíno, cinesi e afro-cubane.

### Il colpo di Stato del 1933
A vent'anni entrò nell'esercito e il 5 settembre 1933, divenuto sergente, Batista guidò il colpo di Stato, detto appunto "dei sergenti", con cui rovesciò il governo provvisorio di Carlos Manuel de Céspedes y Quesada, il quale aveva in precedenza abbattuto quello di Gerardo Machado (1871-1939). L'intellettuale Ramón Grau San Martín divenne presidente, ma Batista, nominato capo di stato maggiore dell'esercito, finì per avere il potere effettivo, pur in totale assenza di consenso popolare.
Grau rimase presidente per cento giorni, durante i quali la situazione gli sfuggì sempre più di mano. Non riconosciuto dagli Stati Uniti, perse anche il favore di comunisti e radicali a causa della sua moderazione. Infine gli studenti, che erano il gruppo sociale a lui più favorevole, gli voltarono le spalle. Venne così sostituito da Carlos Mendieta y Montefur (per undici mesi), poi da José Barnet y Vinajeras (per cinque mesi) e da Miguel Gómez y Arias (per sette mesi), fino a che Federico Laredo Brú riuscì a tenere la carica dal dicembre 1936 all'ottobre 1940. Brú iniziò timide riforme, proclamò l'amnistia per i rifugiati politici e promosse i lavori di una nuova Assemblea Costituente, presieduta da Grau.
La nuova costituzione fu varata nel 1940. Era un documento progressista: veniva sancita la totale sovranità del paese (in precedenza, gli Stati Uniti avevano avuto il diritto d'ingerirsi negli affari interni cubani costituzionalmente garantito), la non rieleggibilità del presidente, il sussidio di disoccupazione, il diritto a una paga minima e alle ferie pagate. Nell'ottobre 1940 Batista, a soli 39 anni, venne eletto Presidente.
Batista era intimamente legato a elementi del gangsterismo, come Meyer Lansky o Luigi Trafficante Jr. I suoi primi contatti con la mafia risalivano al 1933, quando si autoproclamò colonnello e gli si avvicinarono Charles "Lucky" Luciano e Santo Trafficante senior. Il mondo del gioco, estremamente redditizio, era controllato da Lansky, numero due della mafia USA, uno dei principali gangster USA, che "aveva creato per il dittatore Batista l'organizzazione attuale dei giochi dell'Avana", secondo il quotidiano francese Le Monde.
La prima presidenza di Batista venne funestata dall'aggravarsi dei problemi economici, dai malumori dell'esercito, dal basso prezzo della canna da zucchero (e dall'indisponibilità statunitense ad aumentarlo), dai problemi sociali, dallo scoppio della seconda guerra mondiale. Batista si dimostrò un buon alleato degli americani: dichiarò guerra alla Germania nazista, all'Italia fascista e all'Impero giapponese fin dal dicembre 1941, concesse nuove basi sull'isola alla US Navy per la lotta contro i sommergibili tedeschi, ruppe i rapporti con la Francia di Vichy ed espulse diversi diplomatici della Spagna franchista. Nel 1942, primo tra i paesi dell'America Latina, stabilì relazioni diplomatiche con l'Unione Sovietica.

### La sconfitta elettorale ed ilgolpedel 1952
Le elezioni del 1942 videro la riconferma della maggioranza governativa, nella quale entrarono anche partiti prima all'opposizione, tra cui i comunisti. Batista non poté, stante il limite costituzionale, ripresentarsi per un secondo mandato e, alle elezioni del 1944, venne eletto il suo maggiore avversario, Grau. Di conseguenza Batista lasciò il paese, rifugiandosi in Florida. L'ambasciatore USA Spruille Braden denunciò "un furto sistematico di fondi del Tesoro" e segnalò che "il dottor Grau troverà le casse vuote quando prenderà il potere". Grau cercò di lottare contro la corruzione e di applicare le riforme sociali che, stabilite dalla costituzione del 1940, erano rimaste lettera morta. Istituì il Ministero del lavoro, ottenne dagli Stati Uniti un prezzo più favorevole per le esportazioni di canna da zucchero e tentò la diversificazione delle colture e di attirare capitali stranieri sull'isola. L'opposizione dei militari, il crescere della violenza politica e una serie di catastrofi naturali resero vane quasi tutte le sue riforme.
Batista ritornò al potere il 10 marzo 1952 con un colpo di Stato che abbatté il presidente eletto nel 1948, Carlos Prío Socarrás: il nuovo governo fu subito riconosciuto dagli USA. Batista sospese il Congresso e consegnò il potere legislativo al Consiglio dei Ministri, abolì il diritto di sciopero, ripristinò la pena di morte e sospese le garanzie costituzionali. La stessa popolazione, nella speranza che Batista desse all'isola più stabilità e facesse cessare corruzione e violenze, appoggiò, in un certo qual modo, il golpe. Batista stabilì un ferreo controllo su sindacati ed esercito, reprimendo ogni opposizione.
Gli investimenti americani e il fiorire del turismo diedero, in effetti, una prosperità che Cuba non aveva mai conosciuto, ma la crisi economica degli anni cinquanta, la corruzione di Batista e i rapporti che il dittatore intratteneva con la mafia fecero crescere l'opposizione al regime, soprattutto tra gli strati più poveri della popolazione, favorevoli a una democrazia liberale, che consideravano la sua dittatura illegale, e tra i pensatori marxisti della classe media. Secondo l'economista britannico Dudley Seers, nel 1958, la situazione era "intollerabile".
(Dudley Seers)

### La rivoluzione cubana e la deposizione

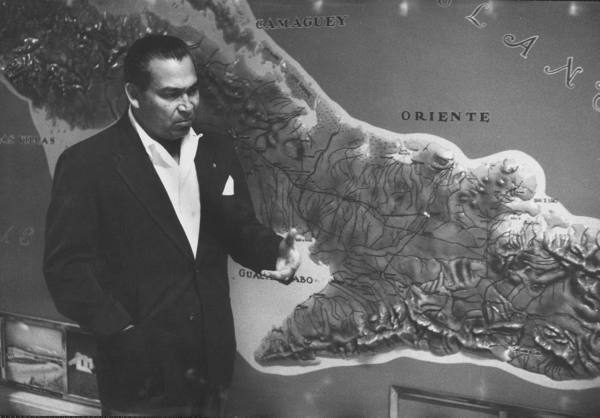
Fulgencio Batista nel 1957

Tra gli oppositori vi era Fidel Castro, un giovane avvocato proveniente da una famiglia agiata. Castro aveva inizialmente cercato di contrastare il colpo di Stato nei tribunali, denunciando Batista per attentato alla costituzione, ma questa via giudiziaria fallì. Il 26 luglio 1953, a Santiago di Cuba, Castro guidò l'assalto alla caserma Moncada: l'attacco fallì disastrosamente e Castro fu condannato a quindici anni di prigione. Batista, nel tentativo di scoraggiare ulteriori rivolte, ebbe l'infelice idea di mostrare in televisione i cadaveri dei guerriglieri uccisi dall'esercito. Quelle immagini crudeli, più che terrorizzare i cubani, aumentarono ulteriormente l'impopolarità del regime.
Nel 1954 si tennero nuove elezioni presidenziali, che Batista vinse agevolmente in quanto unico candidato. Su pressione dei Gesuiti, Batista decise di liberare Castro prima del tempo. Fidel, scarcerato nel maggio del 1955 in occasione di un'amnistia, si recò quindi in esilio, prima negli Stati Uniti e poi in Messico, dove progettò nuovi tentativi rivoluzionari. Il ritorno di Castro a Cuba, nel 1956, non cominciò sotto i migliori auspici: i castristi, sbarcati il 2 dicembre dalla nave Granma, vennero immediatamente intercettati dall'esercito e dispersi. Solo una quindicina riuscirono a rifugiarsi con Castro sulla Sierra Maestra.
Nei mesi seguenti, le formazioni castriste crebbero lentamente (all'inizio dell'offensiva decisiva su L'Avana, nell'agosto del 1958, i castristi erano ancora poco più di duemila), non preoccupando Batista in maniera eccessiva. Nell'aprile del 1958 uno sciopero generale fallì clamorosamente. Il giornalista USA Jules Dubois, uno dei migliori specialisti della realtà cubana dell'epoca con Herbert L. Matthews, descrisse il regime di Batista: "Batista ritornò al potere il 10 marzo 1952 e iniziò allora la fase più sanguinosa della storia cubana dalla guerra d'indipendenza, quasi un secolo prima. Le rappresaglie da parte delle forze repressive di Batista costarono la vita a molti prigionieri politici. Per ogni bomba che esplodeva, prendevano due prigionieri dal carcere che sommariamente venivano giustiziati. Una notte in Marianao, un quartiere dell'Avana, si ritrovarono i corpi di 98 prigionieri politici nelle strade, crivellati di colpi.
Nonostante ciò, il regime aveva i giorni contati, minato dalla corruzione, dalla stanchezza dei militari, dall'impopolarità del dittatore, dalla sfiducia degli americani nei suoi confronti. All'inizio del 1958, Batista ricevette una pessima notizia: gli statunitensi avevano deciso di sospendere le forniture al suo esercito. Malgrado tutto, il dittatore si sforzò per lasciar trasparire un'immagine di tranquillità e prosperità, pretendendo anche l'organizzazione di un Gran Premio di Formula 1.

### L'esilio, gli ultimi anni e la morte
Per risolvere una volta per tutte il problema dei guerriglieri, Batista decise allora l'inizio di una pesante offensiva contro i castristi e gli altri gruppi. Le colonne che il 24 maggio 1958 vennero indirizzate sulla Sierra Maestra avevano un'enorme superiorità numerica (diecimila uomini contro trecento), ma si sfaldarono per le diserzioni. Castro iniziò a mietere successi, mentre gli Stati Uniti abbandonarono definitivamente Batista. Impedito — per la sopra citata norma costituzionale — a presentarsi per un nuovo mandato presidenziale alle elezioni del 1958, Batista assistette alla vittoria del suo candidato favorito, Carlos Rivero Aguero, sul suo vecchio nemico Grau.
Ma ormai il regime viveva i suoi ultimi giorni: il 24 dicembre 1958 la guarnigione di Santa Clara si arrese, aprendo ai castristi la via per la capitale. Il 1º gennaio 1959, dopo aver festeggiato l'anno nuovo, il dittatore fuggì nella Repubblica Dominicana e le forze di Castro presero L'Avana. Batista non tornò più a Cuba: si rifugiò prima in Portogallo e poi nella Spagna di Francisco Franco, trovando la morte per infarto il 6 agosto 1973 a Guadalmina, nei pressi di Marbella.

## Influenza sui media
Batista appare nel film Il padrino - Parte II di Francis Ford Coppola, in cui stringe affari con Hyman Roth e Michael Corleone, massimi esponenti della Mafia italoamericana. Viene anche citata la rivolta del Lìder Maximo, che, vittoriosa, strappa Cuba agli interessi azionari dei mafiosi e degli imprenditori del resto d'America. 
È inoltre nominato nel romanzo L'Ambasciatore di Érico Veríssimo.